# Фінансовий аналіз
Фіна́нсовий ана́ліз — має на меті оцінку інвестицій з погляду окремо взятої компанії, що планує одержання конкретних фінансових результатів від очікуваного вкладення засобів. Крім визначення прибутковості проекту, задачею фінансового аналізу є складання фінансових планів, що визначають потреби в капіталі, виявлення джерел їхнього покриття, аналіз грошових потоків, а також оцінка проекту з погляду ліквідності, ефективності, фінансового ризику.